# 符號人工智能
符号人工智慧（英語：Symbolic artificial intelligence）是人工智慧研究中的一個集合術語，泛指所有「基於問題、逻辑和搜索的高級『符號』（人類可讀）表徵」的方法。从1950年代中期到1980年代后期，符號AI一直是AI研究的主要范式 。    
1985年，约翰·豪格兰在他的書《 人工智慧：非常的想法 》中探讨了人工智慧研究的哲学含义，将符號人工智慧命名为GOFAI（Good Old-Fashioned Artificial Intelligence，指的是“有效的老式人工智慧）。在机器人学領域 ，类似的术语是GOFR（“有效的老式机器人学”）。 
该方法基于这样的假设：「智慧的许多特征可以透過符号處理来实现。」在1960年代中期，艾伦·纽厄尔和赫伯特·西蒙將該假设定义为「物理符号系统假設」。 
符號人工智慧中，有一種常用的形式是专家系统 ，該系統使用產出規則網路。產出規則是以类似「If-Then语句的关系」來连接符号。专家系统會使用人类可读的符号來处理规则，藉此进行推論，并确定還需要哪些其他信息，也就是還要问什么问题。 
符號方法的反对者包括罗德尼·布鲁克斯等機器人學專家 ，他们打算生产無符號表徵（或仅具最低限度的表徵）的自律機器人，其它反对者還包括计算智慧研究人员，他们应用诸如人工神经网络和最佳化之类的技术来解决机器学习和控制工程中的问题 。 
符號人工智慧的目的是在機器中產生通用的、類人的智慧，而大多數現代研究是針對特定的子問題。目前對通用智慧的研究集中在通用人工智慧的子领域中 。 
最初，機器被設計成「根據符號表示的輸入」來制定輸出。當輸入是明確的且屬於確定性時，輸出就會使用符號。但是，當存在不確定性時，表徵會使用"模糊逻辑"完成（例如，在制定預測的時候）。這在人工神经网络中可以看到。